# Catherine Hilda Duleep Singh

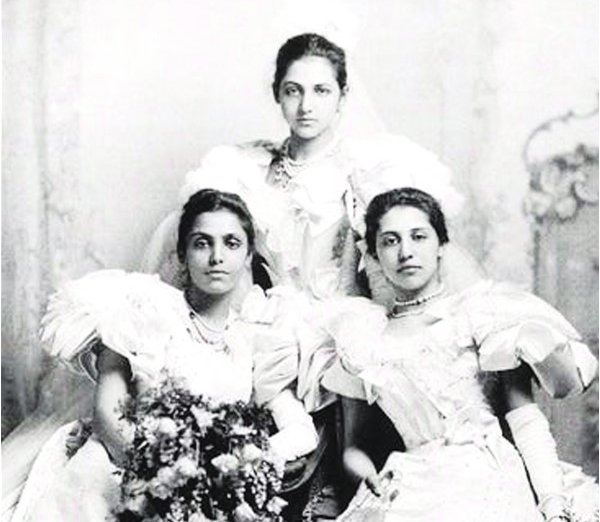
Catherine Hilda Duleep Singh (Mitte), mit ihren Schwestern Bamba (links) und Sophia (rechts) als Debütantinnen 1894

Prinzessin Catherine Hilda Duleep Singh (* 27. Oktober 1871 in Elveden, Forest Heath, England; † 8. November 1942 in Penn in der Grafschaft Buckinghamshire, England) war eine britische Suffragette.

## Leben
Catherine Hilda Duleep Singh war die zweitälteste Tochter von Maharadscha Duleep Singh und Maharani Bamba Müller. Sie hatte vier Brüder und vier Schwestern. Einer der Brüder starb einen Tag nach der Geburt, die anderen waren Victor Duleep Singh, Frederick Duleep Singh und Edward Alexander Duleep Singh, der im Alter von 13 Jahren starb. Von ihren Schwestern stammten zwei aus der Ehe ihres Vaters mit Maharani Bamba, dies waren Bamba Sutherland und die als Suffragette bekannte Sophia Duleep Singh; aus der zweiten Ehe ihres Vaters nach dem Tode ihrer Mutter im Jahr 1887 stammten zwei weitere Schwestern, Ada Pauline Duleep Singh und Irene Duleep Singh. Ihr Großvater war der Sikh-Herrscher Ranjit Singh, der von den Briten zur Abdankung gezwungen wurde. Ihre Mutter war die Tochter eines deutschen Unternehmers und einer versklavten abessinischen Koptin. Ihre Eltern lernten sich in Kairo kennen und heirateten in Alexandria, als sich ihr Vater auf dem Rückweg nach England befand. Die Familie lebte im britischen Exil, und es war den männlichen Nachkommen untersagt, nach Indien zurückzukehren. Nach dem Tod ihres Vaters im Jahr 1893 in Paris erbte jedes der Kinder eine stattliche Aussteuer. 1894 war Catherine Hilda Duleep Singh gemeinsam mit ihren zwei Schwestern aus der ersten Ehe Debütantin bei Hof im Buckingham Palace.
Im Jahr 1886 versuchte Duleep Singh zusammen mit seiner Frau und den Töchtern zurück nach Indien zu reisen, um dort sein Königreich erneut aufleben zu lassen. Die Familie wurde gestoppt und zurück nach Aden geschickt. Duleep Singh reiste nach Paris, um dort im Exil am Wiederaufleben seines Reiches zu arbeiten. Seine Frau Bamba und die Töchter kehrten nach England zurück, wo Bamba 1887 in London starb. Die drei Töchter wurden in die Obhut von Arthur Oliphant und seiner Frau gegeben. Oliphant war der Sohn des Stallmeisters von Duleep Singh während dessen Aufenthaltes in England. Sie lebten bei den Oliphants in Folkestone. Hier lernte Catherine Hilda Duleep Singh die deutsche Lehrerin und Gouvernante Karoline (Lina) Schäfer kennen. Schäfer (* 19. August 1858) stammte aus Kassel und wurde später ihre Lebenspartnerin.
Als Kind hatte Catherine mehrere Reisen mit ihrer Mutter in die Schweiz unternommen, um dort ihren Onkel Wilhelm Alexander Müller zu besuchen. Auch später reiste Catherine oft zu ihrer Verwandtschaft, meist wenn sie zu den Bayreuther Festspielen in Süddeutschland war. Zusammen mit ihrer Schwester Bamba studierte sie ab September 1890 erfolgreich am Somerville College der University of Oxford. Zu den Studienfächern gehörten auch Gesang, das Spielen der Geige und Schwimmen. Ebenso wie ihre Schwester Sophia schloss sie sich den englischen Suffragistinnen an. Sie gehörte zur Fawcett Women’s Suffrage Group von Millicent Garrett Fawcett und war Mitglied bei der National Union of Women’s Suffrage Societies.
Sie reiste 1903 durch Indien, besuchte den Stammsitz der Familie in Lahore und auch andere Orte wie Kaschmir, Dalhousie, Shimla und Amritsar. Sie besuchte im Punjab auch die Fürstenstaaten Kapurthala, Nabha, Jind und Patiala, wurde von den dortigen Herrschern empfangen und hatte Kontakt mit den Einheimischen. Zusammen mit Lina Schäfer kehrte sie im Jahr 1904 nach Deutschland zurück.

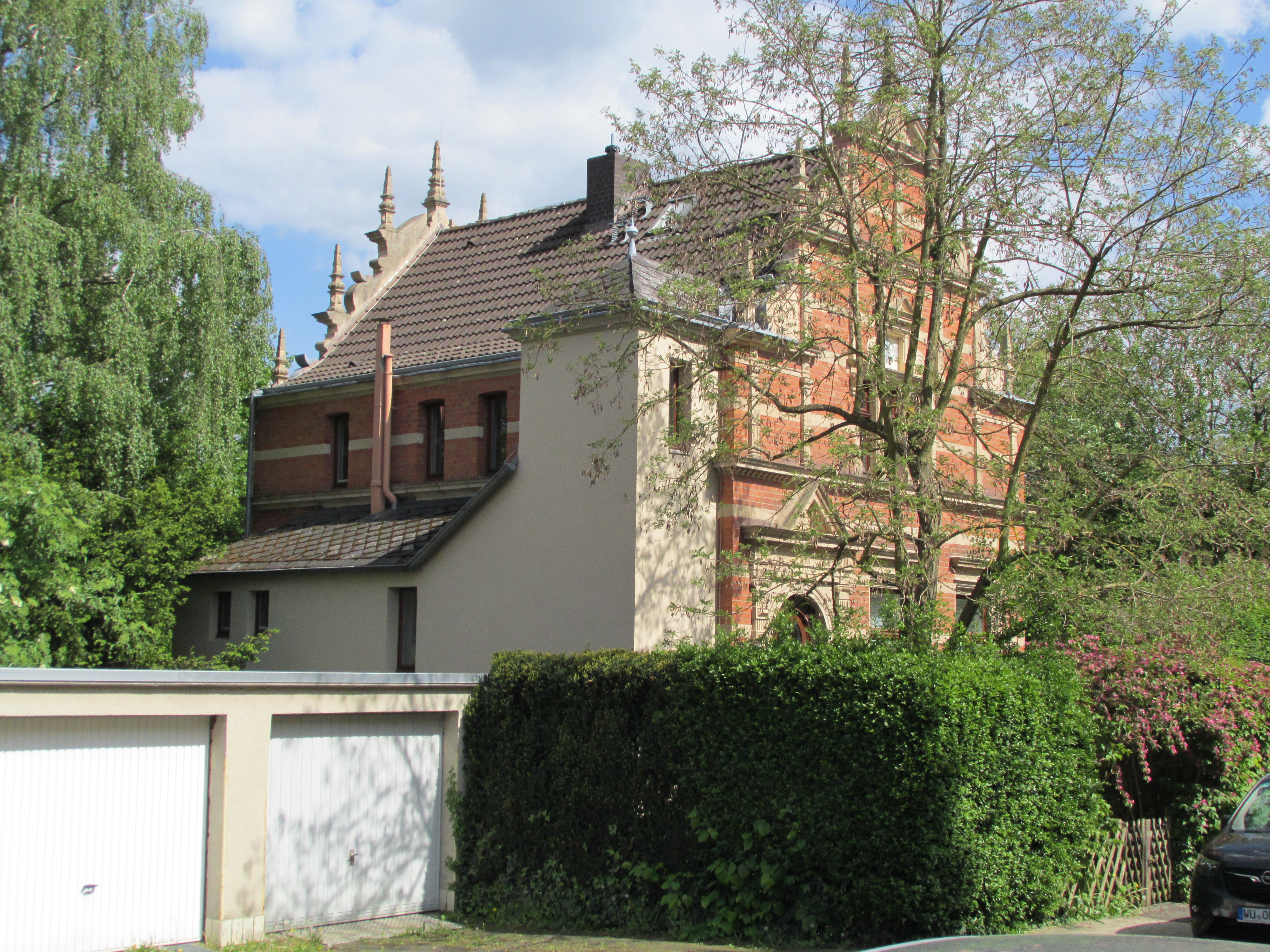
Schlossteichstraße 15 in Kassel (2024)

Die beiden Frauen verbrachten ihr späteres Leben zusammen in Kassel-Bad Wilhelmshöhe, wo sie in der Villenkolonie Mulang in der Schlossteichstraße 15 wohnten. Oft reiste Catherine zu ihrer Familie in die Schweiz. Lina Schäfer starb am 27. August 1937. Für Catherine Hilda Duleep Singh wurde das Leben in Deutschland durch den heraufziehenden Nationalsozialismus zu gefährlich, und nachdem sie von einem Nachbarn eine Warnung erhalten hatte, verkaufte sie im November 1937 ihren Besitz und flüchtete über die Schweiz nach England.
In ihrem Haus Coalhatch House (heute Hilden Hall) in Penn, Buckinghamshire nahm sie eine Reihe von jüdischen bzw. jüdischstämmigen Flüchtlingen aus Deutschland auf, darunter den Regierungsrat Willy Hornstein mit seiner Familie und den Internisten Wilhelm Meyersohn.

## Tod und Nachlass
Catherine Hilda Duleep Singh starb am 8. November 1942 in ihrem Haus in Penn. Am Abend vor ihrem Tod besuchte sie mit ihrer Schwester Sophia ein Schauspiel im Dorf und sie aßen zu Abend. Am nächsten Morgen war die Tür ihres Zimmers versperrt, als das Hausmädchen in die Räume wollte. Sophia brach die Tür auf und fand ihre Schwester tot vor. An der Beerdigung konnte nur Sophia teilnehmen, da Bamba wegen des Krieges nicht nach England reisen konnte. Catherine hinterließ ein Testament aus dem Jahr 1935, in dem sie erklärte, dass sie verbrannt werden wolle und ihre Asche in Elveden beigesetzt werden solle. Etwas ihrer Asche solle auch im Grab von Lina Schäfer in Kassel bestattet werden. Ihren Besitz vermachte sie ihren Schwestern Bamba und Sophia. In dem Testament wird jedoch kein Konto oder Tresor in einer Schweizer Bank in Zürich erwähnt.
Im Juli 1997 wurde eine Liste von mehr als 5000 ruhenden Konten bei Schweizer Banken von der Schweizerischen Bankiervereinigung auf Drängen von Holocaust-Überlebenden veröffentlicht. Diese Liste enthielt den Namen der Prinzessin mit der Adresse „Duleep Singh, Catherine (Prinzessin), die zuletzt von 1942 in Penn, Bucks lebte“, als Kontoinhaberin. Diese Konten wurden seit dem Ende des Zweiten Weltkriegs nicht mehr geführt.
Es fanden sich zahlreiche Antragsteller, die das Vermögen erben wollten. Zu ihnen gehörten auch die indische Regierung und Verwandte in Punjab und Pakistan. Jedoch gab es keine direkten Nachkommen, da keines der Kinder von Duleep Singh Nachkommen hatte. Ein dreiköpfiges Gremium wurde eingerichtet, um die Ansprüche zu klären. Die Ansprüche der indischen Regierung wurden zurückgewiesen, da es sich um ein Privatkonto handelte und Catherine Hilda Duleep Singh keine Regentin eines Fürstenstaates war. Auch weitere Ansprüche wurden zurückgewiesen und schließlich die Erben ihrer Schwester Bamba, der Hausmeister Supra sowie seine Familie als Erben anerkannt, die zunächst keinen Antrag gestellt hatten. Das Vermögen von 137 323 Schweizer Franken wurde unter den fünf lebenden Söhnen und den Kindern seiner verstorbenen Tochter aufgeteilt.